# Пушкинская улица (Оренбург)
Улица Пушкинская — одна из магистральных улиц в центре Оренбурга.

## История
Улица возникла вместе с основанием Оренбургской крепости. C 1744 по 60-е г. XVIII в. бывшая улица Пензенская, затем до начала XIX в. улица Самарская, потом переименована в улицу Орскую. В 1937 году названа в честь Александра Сергеевича Пушкина (1799—1837), великого русского поэта, основателя новой русской литературы. Осенью 1833 года был в Оренбурге.

## Расположение
Имеет направление с запада на восток от улицы Чичерина до улицы Коваленко. Протяжённость около 1,46 км.

## Застройка

### Здания культуры
- Оренбургский губернаторский историко-краеведческий музей.
- Оренбургский областной драматический театр имени М. Горького.

### Образование
- Оренбургский государственный педагогический университет, учебный корпус № 4.
- Детская музыкальная школа № 1 имени Петра Ильича Чайковского.

### Памятники истории и архитектуры[3][4]
- № 10 — Городская усадьба А. Г. Филипова. Время постройки: конец XIX в.
- № 22 — Палата контрольная. Второй флигель. 1836-1838 гг.
- № 24 — Городская усадьба М. М. Тимофеева. 1906-1907 гг.
- № 27 — Городская усадьба Е. М. Городисского. Cлужбы. XIX в.
- № 29 — Дом городской усадьбы А. Я. Исаковой.
- № 34 — Жилой дом городской усадьбы. Время постройки: конец XIX в.
- № 39 — Усадьба Мошковых. 1909 г.
- № 42 — Дом В. И. Даля, составителя «Толкового словаря живого великорусского языка». 1830-е – 1840-е гг.
- № 45 — Здание музыкальной школы № 1 (Офицерское собрание). 1 половина XIX в.
- Здание Контрольной палаты, усадьба А.И. Еникуцева. 1836-1839 гг., 1852 г.
- Здание драматического театра. 1834 г., 1947 г.
- № 53 — Бывший Николаевский институт. 2 половина XIX в.
- № 55 — Типичный образец городской застройки. Время постройки: конец XIX - начало XX вв.
- № 57/1 — Правление казачьего войска. Строение 3. 1830-е, 1888 гг.
- № 63 — Константиновские казармы. Время постройки: 2-я половина ХIХ – начало XX в.
- № 63 — Оренбургская крепость. Пушечный двор. Кузница, бастион. 2 половина XVIII в.
- Гостиный двор. 1750-1754 гг.

### Памятники
- Памятник А. В. Коваленко.

### Парки
- Сад Фрунзе.
- Ленинский Сад.

### Другие значимые здания и организации
- ГКУ центр занятости населения.
- ВолгоУралНИПИгаз.